# Pink Floyd: Live at Pompeii
Pink Floyd: Live at Pompeii – zarejestrowany w październiku 1971 roku film, zawierający koncert grupy Pink Floyd, zrealizowany w amfiteatrze w Pompejach. Jego specyfiką jest to, iż koncert odbył się bez udziału publiczności. Zapis nie odzwierciedla dokładnie pompejańskiego widowiska, ale jest wyreżyserowanym spektaklem. Część ścieżki dźwiękowej poprawiono w studiu.
Pomysł na film podsunął reżyser Adrian Maben, a sfinansowała go głównie telewizja francuska. Spore problemy były z uzyskaniem pozwolenia. Początkowo, z powodu niezrozumienia idei przedsięwzięcia, władze włoskie nie zgodziły na wykorzystanie starożytnych ruin w celach „muzycznych”. Dopiero dokładne wyjaśnienia wpłynęły na złagodzenie stanowiska.
Film ukazał się w 1972 roku i początkowo planowano jedynie pojedyncze emisje w telewizji francuskiej, niemieckiej i belgijskiej. Jednak ze względu na sporą popularność jaką zdobył, trafił także do kin, a potem ukazał się w wersji wideo.

## Zawartość
Utwory
- wersja oryginalna:
  - „Echoes” (część I i II)
  - „Careful with That Axe, Eugene”
  - „A Saucerful of Secrets”
  - „One of These Days”

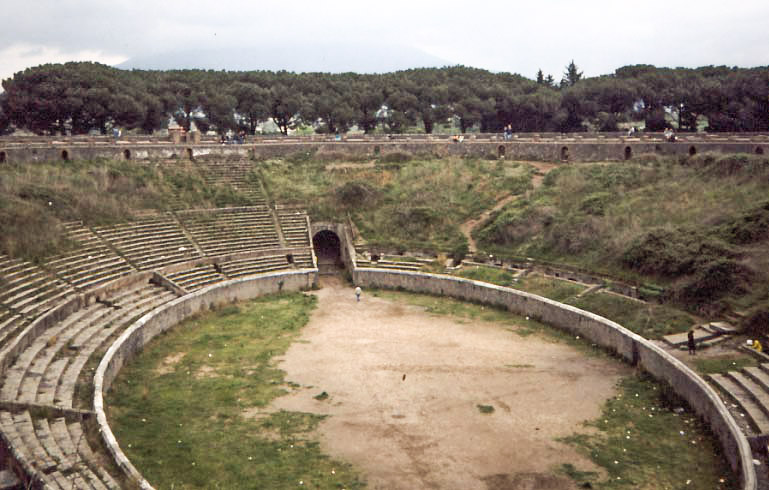
Amfiteatr w Pompejach, w którym nagrywano koncert

  - „Set the Controls for the Heart of the Sun”
  - „Mademoiselle Nobs”
- wersja reżyserska, zawierająca fragmenty utworów zarejestrowanych podczas nagrywania albumu The Dark Side of the Moon:
  - „On the Run”
  - „Us and Them”
  - „Brain Damage”
  - „Eclipse”

Płyta DVD wydana w 2003 roku została podzielona przez wydawcę na 7 działów
1. The Director’s Cut
2. oryginalna wersja filmu
3. historia oraz mapa Pompejów
4. słowa piosenek
5. galeria zdjęć
6. galeria grafik
7. dodatki